# 卡韦萨德尔卡瓦略
卡韦萨德尔卡瓦略，是西班牙卡斯蒂利亚-莱昂萨拉曼卡省的一个市镇。 总面积45平方公里，总人口291人（2018年），人口密度6-7人/平方公里。